# Râul Livada
Valea Știoptilor (redenumită în a doua jumătate a secolului XX Râul Livada) este un afluent al râului Hășdate. 